# Хусроу-хан
Хусроу-хан (? — сентябрь 1320) — султан Делийского султаната (10 июля — 5 сентября 1320). Правил в Дели около двух месяцев. Он принадлежал к индийскому военному клану бараду и был захвачен делийской армией во время завоевания Алау уд-Дином Хильджи Малвы в 1305 году. После того, как его привезли в Дели в качестве раба, он принял ислам и стал гомосексуальным партнером сына Ала ад-Дина Мубарак-хана. После восшествия на престол в 1316 году Мубарак-шах дал ему титул «Хусроу-хан» и очень благоволил к нему.
Хусроу-хан возглавил успешную кампанию по восстановлению контроля Делийского султаната над Девагири в 1317 году. В следующем году он возглавил армию, которая осадила Варангал, вынудив правителя Какатии Пратапарудру возобновить выплаты дани Дели. В 1320 году он возглавил группу Бараду и недовольных дворян, которая убили Мубарак-шаха, а сам вступил на султанский трон с именем Насир-уд-дин. Однако вскоре он был свергнут группой мятежников во главе с Маликом Туглаком, который сменил его на троне.

## Ранняя жизнь
Согласно делийскому хронисту Амиру Хусрову, Хусроу-хан и его брат Хисам-уд-дин принадлежали к индуистской военной касте или группе под названием Бараду. В 1305 году, во время правления Ала ад-Дина Хильджи, они были захвачены в плен, когда султанские войска под командованием Айн аль-Мульк Мултани завоевали Малву в Центральной Индии. Их привезли в качестве рабов в Дели, где они приняли ислам и были названы Хасан (позже Хусроу-Хан) и Хусам-уд-дин (или Хисам-уд-дин). Их воспитал наиб-и хас-и хаджиб Ала ад-Дина Малик Шади.
Оба брата действовали как пассивные гомосексуалисты, чтобы сохранить свой статус и положение. Сын Ала ад-Дина Мубарак-шах влюбился в Хасана: он предпочитал Хасана в качестве гомосексуального партнера, но обращался к Хусам-уд-дину всякий раз, когда Хасан был недоступен. Их отношения не были секретом, и Мубарак и Хасан часто обменивались объятиями и поцелуями на публике.
После смерти Ала ад-Дина в 1316 году его раб-генерал Малик Кафур назначил младшего принца Шихаб ад-Дина Умар-хана марионеточным правителем в Дели. Вскоре после этого регент Малик Кафур был убит, а единокровный брат Шихаб ад-Дина Мубарак-шах стал новым регентом, а затем узурпировал султанский трон. Мубарак-шах дал Хасану титул Хусроу-хана с бывшей вотчиной убитого Малика Кафура. В течение года Хусроу-ханн был назначен на пост визиря. По словам Барани, Мубарак-шах стал «так очарован Хасаном … что он не хотел расставаться с ним ни на минуту» . Мубарак-шах назначил наместником в Гуджарата Хисам-уд-дина, брата Хусроу-хана. Позднее Хисам-уд-дин стал отступником (от ислама), из-за чего местные вельможи Гуджарата арестовали его и привезли в Дели в цепях. Однако Мубарак-шах просто дал ему пощечину и сохранил за ним высокое положение при дворе.

## Военная карьера при Мубарак-шахе
Династия Ядавов из Девагири, ставшие данниками Дели во время правления Ала ад-Дина, заявили о своей независимости после смерти Малика Кафура. Укрепив свое правление в Дели, Мубарак-шах возглавил поход на Девагири в 1317 году, вынудив лидера Ядавов Харапаладеву и его первого министра Рагхаву бежать. Хусроу-хан вместе с Маликом Кутлугом повел армию, чтобы преследовать их. Силы Дели полностью разгромили армию Рагхавы. Затем Хусроу-хан отправил войско во главе с Маликом Ихтияруддином Талбагой преследовать Харапаладеву, который позже был схвачен и обезглавлен.
Другой данник, правитель Какатии Пратапарудра, прекратил платить дань Дели после смерти султана Ала ад-Дина. В 1318 году Мубарак-шах отправил армию во главе с Хусроу-ханом, Маликом Кутлугом и Хваджа-Хаджи, чтобы осадить Варангал, столицу Пратапарудры . Пратапарудра сдался и согласился регулярно платить дань. После этой победы Хусроу-хан отправился в Эллору, где уже месяц жил Мубарак-шах. Остальная часть армии присоединилась к нему на берегу реки Нармада на обратном пути в Дели.

## Убийство Мубарак-шаха
Хронист Зия-уд-дин Барани пишет, что Хусроу-хан возмущался «тем, как султан навязался ему и воспользовался им», и тайно планировал отомстить ему. Подчиненные Мубарака предупреждали его о предательских планах Хусроу, но, будучи изнасилованным султаном, Хусроу убедил его, что обвинители ложно клевещут на него.
Хусроу-хан также убедил Мубарак-шаха позволить ему собрать дружину из индусов-бараду, утверждая, что у всех других знатных (маликов) были свои собственные вооруженные отряды. Согласно Туглукнаме, эта армия включала 10 тысяч всадников-бараду и находилась под командованием нескольких индуистских вождей.
Затем Хусроу-хан связался с офицерами, которые негодовали на султана Мубарак-шаха, и сговорился с ними убить султана во дворце. Он сказал султану, что хочет, чтобы его людям был предоставлен доступ во дворец, чтобы они могли встретиться с ним, не требуя, чтобы он покинул компанию султана. Султан подчинился, и впоследствии каждую ночь 300—400 индусов-бараду начали входить во дворец. Они собрались в бывших покоях Малика Кафура на первом этаже дворца, который был отведен Хусроу-хана.
7 мая 1320 года Кази Зия-уд-дин, учитель султана, предложил провести расследование в отношении скопления во дворце индусов-бараду. Но султан гневно отверг это предложение, и никто из знати не осмелился сделать подобное предложение. Барани утверждает, что когда султан рассказал Хусроу-хану о предложении кази Зия-уд-дина, он завоевал доверия султана, занимаясь с ним любовью.
В ночь на 9 июля 1320 года кази Зия-уд-дин посетил первый этаж дворца для наблюдения за дворцовой охраной. Рандхол, дядя Хусроу-хана по материнской линии, прибыл во дворец с большим количеством бараду, которые прятали кинжалы под одеждой. Когда Зия-уд-дин ослабил бдительность, чтобы принять от Рандхола паан (препарат из листьев бетеля), вождь Бараду Джахария заколол его ножом. Султан Мубарак-шах, находившийся в компании Хусроу на верхнем этаже, услышал шум, вызванный убийством Зия-уд-дина. Однако Хусроу-хан сказал ему, что султанские кони вырвались на свободу, и шум был вызван тем, что стражники пытались поймать животных. Тем временем Джахарья и другие бараду проникли на верхний этаж и убили двух охранников султана — Ибрагима и Исхака. Теперь султан понял, что против него готовится восстание, и попытался бежать в свой гарем, который располагался этажом выше. Однако Хусроу-хан остановил его, схватив за волосы. Султан повалил Хусроу-хана на землю и сел ему на грудь, но Хусроу-хан не отпускал его волос. Тем временем Джахарья прибыл на место происшествия, воткнул патту (топор) в грудь султана, поднял его за волосы и бросил на землю. Затем он обезглавил султана, и голова была позже брошена во дворе на первом этаже. Бараду вырезали жителей дворца, в то время как султанская стража бежала, чтобы спасти их жизни.
Чтобы устранить всех возможных претендентов на султанский трон, индусы-бараду ворвались в султанский гарем. Они потребовали, чтобы оставшиеся в живых сыновья Ала ад-Дина предстали перед ними, заявив, что намерены посадить на трон одного из принцев, а остальных сделать губернаторами провинций. Матери принцев не поверили бараду и попытались спрятать их. Однако бараду нашли принцев и убили самых старших из них — Фарид-хана (15 лет) и Абу-Бакр-хана (14 лет). Они также убили мать Мубарак-шаха Джатьяпали. Они ослепили трех других сыновей Ала ад-Дина — Бахауддин-хана (8 лет), Али-хана (8 лет) и Усман-хана (5 лет). Эти принцы были заключены в тюрьму в Красном дворце (Каср-и-Лал). Согласно писателю XVI века Фириште, даже Малик Нусрат, который отказался от придворной жизни, чтобы стать дервишем, был убит, потому что он был сыном сестры Ала ад-Дина.

## Правление

### Вступление на трон
Хусроу-хан изначально планировал посадить на трон сына покойного султана в качестве марионеточного правителя. Но его советники предположили, что принц убьет его после восшествия на престол, и поэтому он решил сам претендовать на трон.
Убив султана и потенциальных претендентов на трон, заговорщики убедили или заставили различных дворян прийти на первый этаж султанского дворца в полночь и принять Хусроу-хана в качестве нового султана. По словам Барани, в полночь в качестве «заложников» были взяты следующие знатные люди: Айн аль-Мульк Мултани, Вахидуддин Курайши, Бахауддин Дабири трое сыновей Малика Кара-Бека. Нет никаких сведений о переговорах между заговорщиками и знатью, но к восходу солнца все дворяне во дворце признали восшествие Хусроу-хана на престол в качестве султана Насир-уд-дина.
Вскоре после восшествия на престол Хусроу-хан женился на вдове Мубарак-шаха. Этот брак был признан недействительным после свержения Хусроу-хана, так как по мусульманским законам вдова могла повторно выйти замуж только после того, как после смерти мужа прошло четыре менструации.

## Религия
Барани изображает убийство Мубарак-шаха как индуистско-мусульманский конфликт. Он утверждает, что через 5-6 дней после восшествия Хусроу-хана на трон бараду и другие индусы начали поклоняться идолам во дворце и сидели на коране. Индусы-бараду получили контроль над домами бывших мусульманских аристократов, а также их женщин и рабынь. Индусы радовались восхождению Хусроу-хана, надеясь ослабить мусульман и снова превратить Дели в индуистский город.
Однако рассказ Барани ненадежен и противоречит более надежным источникам. Хусроу-хан хотел, чтобы его считали нормальным мусульманским монархом, и велел читать хутбу в мечетях от его имени. За исключением Кази Зия-уд-дина, жена и ребёнок которого бежали после его убийства, бараду не занимали и не разоряли дома мусульманской знати, многие из которых были назначены на регулярные правительственные посты при Хусроу.

## Свержение
Гази Малик Туглак (? — 1325), губернатор Дипалпура, отказался признать воцарение Хусроу-хана. Однако, осознавая военную мощь противника, он не предпринял никаких немедленных шагов для противодействия его вступлению на трон. Сын Туглака Фахруддин Джауна, занимавший пост Ахур-Бека в правительстве Хусроу-хана, был недоволен режимом в Дели. Он созвал тайное собрание своих друзей и по их совету обратился за помощью к своему отцу, чтобы свергнуть Хусроу-хана.
По совету своего отца Фахруддин Джауна покинул Дели вместе с несколькими товарищами. Когда Хусроу-хан узнал о заговоре, он послал своего военного министра Шайста-хана в погоню за Фахруддином, но султанские войска не смогли захватить мятежников. Затем Туглак обратился за поддержкой к пяти соседним губернаторам: Бахраму, губернатору Уча, Муглати, наместнику Мултана, Малику Як Лакхи, правителю Саманы, Мухаммад-шаху Луру, губернатору Синда, и Хушанг-шаху, наместнику Джалора. Только Бахрам из Уча поддержал Туглака и оказал ему военную помощь. Муглати, наместник Мултана, отказался помогать Туглаку и был убит союзником последнего. Малик Як Лакхи, губернатор Саманы, сообщил Хусрау-хану о планах Туглака и безуспешно осаждал Дипалпур. Позднее он отступил в Саману, где был убит горожанами. Мухаммад-шах Лур, наместник Синда, согласился поддержать Туглака, но прибыл в Дели только после того, как Туглак вступил на престол. Хушанг-шах, губернатор Джалора, также обещал Туглаку помощь, но специально прибыл к Дели только после того, как была закончена битва между Туглаком и Хусроу-ханом.
Малик Туглак также послал письмо визирю Хусроу-хана (первому министру) Айн аль-Мульк Мултани . Мултани был окружен людьми Хусроу-хана, когда он получил это письмо, поэтому он отнес его султану и выразил свою лояльность. Однако, когда Туглак послал ему второе послание, он выразил сочувствие делу Туглака, хотя и отказался напрямую поддержать его, поскольку он был окружен союзниками Хусроу-хана.
Когда Малик Туглак собрал крупные силы и получил большую поддержку, советники Хусроу-хана посоветовали ему принять меры, чтобы предотвратить дальнейшие заговоры и устранить потенциальных претендентов на трон. Соответственно, Хусроу-хан приказал убить трех оставшихся в живых сыновей Ала ад-Дина — Бахауддина, Али и Усмана, которые ранее были ослеплены и заключены в тюрьму.
Армия Туглака разгромила войско Хусроу-хана в битвах при Сарасвати и битве при Лахравате. Хусроу-хан бежал с поля боя, но через несколько дней был схвачен и убит.
Согласно Амиру Хосрову, Мубарак-шах был убит 9 июля 1320 года, а Малик Туглак взошел на престол 6 сентября 1320 года. Это означает, что Хусроу-хан занимал трон менее двух месяцев. Однако хронист XIV века Исами утверждает, что Хусроу-хан правил «два или три» месяца. Барани также предполагает, что Хусроу-хан правил более двух месяцев, когда он утверждает, что Фахруддин Джауна бежал из Дели через два с половиной месяца после восшествия Хусроу-хана на престол.

## Брак с Девалой Деви
Каран Гело говорит нам, что этот брак, её третий, был приемлем для Девал Деви (хотя о её первом браке имеется не так много информации) главным образом, потому, что Хусроу-хан происходил из среды, подобной её собственной. Рождённый в семье раджпутов, он был захвачен в плен ещё мальчиком во время битвы, воспитан Маликом Шади, наибом-и хас-и хаджибом (заместителем королевского камергера) Ала ад-Дина Хильджи в Дели как мусульманин, где позже его привлекательная внешность принесла ему благосклонность Мубарак-шаха, с которым сотрудничал Барани. Однако после правления, длившегося всего пять месяцев, Хусроу-хан потерпел поражение от Малика Туглака и был предан смерти. Это случилось в сентябре 1320 года. Исторические источники умалчивают о дальнейшей судьбе Девал Деви, но Каран Гело сообщает нам, что она прибегла к яду и последовала за Хусроу-ханом.